# Тимошевская волость
Тимошевская волость — волость в составе Волоколамского уезда Московской губернии. Существовала до 1929 года. Центром волости была деревня Тимошево.
Под данным 1890 года в Тимошеве размещались волостное правление и церковно-приходское училище. Земские училища были в селе Иевлево и деревне Зубово.
По данным 1921 года в Тимошевской волости было 11 сельсоветов: Ананьинский, Горбуновский, Ждановский, Зубовский, Красиковский, Михайловский, Рюховский, Солдатский, Тимошевский, Тимковский, Шебановский.
В 1924 году Ананьинский с/с был переименован в Лудиногорский, Зубовский — в Аксеновский, Шебановский в Козинский. Из части Горбуновского с/с был создан Сафатовский с/с, из Ждановского — Порховский, из Михайловского — Тимонинский, из Рюховского — Пагубинский, из Тимошевского — Стремоуховский, из Тимковского — Ивановский.
В 1926 году был упразднён Солдатский с/с.
В 1927 году были образованы Ананьинский и Солдатский с/с. Из части Стремоуховского с/с был выделен Дубосековский с/с, из Рюховского — Иевлевский.
В ходе реформы административно-территориального деления СССР в 1929 году Тимошевская волость была упразднена, а её территория вошла в состав Волоколамского района.